# Avant le gel
Avant le gel (titre original : Innan frosten) est un roman policier de Henning Mankell paru en 2002 en Suède, traduit en français en 2005 et mettant en scène l'inspecteur de police Kurt Wallander, ainsi que sa fille Linda.

## Résumé
Mankell innove ici, en incluant dans l’intrigue la propre fille de Kurt Wallander, qui, de tapissière, a finalement choisi de rejoindre les rangs de la police suédoise, affectée qui plus est à Ystad, en Scanie, à l’extrémité sud du pays, région frontalière du Danemark. Bref, là où officie son père. Linda va mener une enquête parallèle, partant à la recherche de sa meilleure amie, Anna Westin, qui, a étrangement disparu le lendemain du jour où elle déclare avoir revu par hasard son père disparu depuis 24 ans. À plusieurs reprises, notamment lorsqu’elle prend connaissance du journal intime de son amie, Linda trouve des indices qui, étrangement, recoupent pour partie le meurtre sauvage d’une femme amoureuse de l’histoire des chemins suédois. Elle croise aussi des hurluberlus fanatisés par un gourou sectaire, mais qui, de prime abord, ne semblent pas bien méchants.

## Éditions imprimées
Édition originale en suédois
- (sv) Henning Mankell, Innan frosten, Stockholm, Leopard, 2002, 503 p. (ISBN 91-7343-003-X)

Éditions françaises
- Henning Mankell (trad. du suédois par Anna Gibson), Avant le gel [« Innan frosten »], Paris, éd. du Seuil, coll. « Seuil policiers », 16 septembre 2005, 440 p., 23 cm (ISBN 2-02-058835-8, BNF 40032985)
- Henning Mankell (trad. du suédois par Anna Gibson), Avant le gel [« Innan frosten »], Paris, éd. Points, coll. « Points policier » (no P1539), 7 septembre 2006, 486 p., 18 cm (ISBN 2-7578-0084-1, BNF 40246365)

## Livres audio
Livre audio en suédois
- (sv) Henning Mankell, Innan frosten, Stockholm, Storyside, octobre 2004 (ISBN 978-91-7036-000-8)Narrateur : Stefan Sauk (en) ; support : 15 disques compact audio ; durée : 17 h environ.

Livre audio en français
- Henning Mankell (trad. du suédois par Anna Gibson), Avant le gel [« Innan frosten »], Ville-d'Avray, éd. Sixtrid, 1er avril 2011 (EAN 3358950002122, BNF 42410935)Texte intégral ; narratrice : Marie-Christine Letort ; support : 2 disques compacts audio MP3 ; durée : 15 h 30 min environ ; référence éditeur : A16M.

## Adaptation télévisuelle
Le roman a fait l'objet, dans le cadre de la série télévisée Les Enquêtes de l'inspecteur Wallander (Wallander), avec Kenneth Branagh, d'une adaptation d'environ 90 minutes, également titrée Avant le gel (Before the Frost), initialement diffusée, au Royaume-Uni, le 22 juillet 2012 (saison 3, épisode 3).